# قضیه رأی‌دهنده میانه
نظریه رای‌دهنده میانه بیان می‌کند که نتیجه یک سیستم رای‌گیری اکثریت، همان ترجیح رای‌دهنده میانه است.

هنگامیکه انتخابات تنها دو نامزد داشته باشد و رای‌دهندگان به طرز معقولی در طیف سیاسی پراکنده باشند و هر رای‌دهنده ترجیحات سازگار معقول (ترجیحات تک قله‌ای) داشته باشد، طبق نظریه رای‌دهنده میانه هر دو نامزد گرایش سیاسی خود را مطابق نظر رای‌دهنده میانه بیان می‌کنند. رای دهندهٔ میانه، شخصی است که در صدک پنجاهم قرار دارد.
به عبارت دقیق‌تر، در طرفین او تعداد برابری از رای‌دهندگان متمایل به دو سر طیف (در مثال ایران گرایش‌های اصولگرایان و اصلاح طلبان) حضور دارند.

این نظریه بیان می‌کند که نیروی شدیدی نامزدها را به سمت تمایلات رای‌دهنده میانه سوق می‌دهد و هر نامزد لازم برای کسب اکثریت آرا، گرایشات خود را به رای‌دهنده میانه نزدیک می‌کند. از آنجا که طرح‌های افراطی در مقابل طرح‌ها و پیشنهادها میانه روانه شکست می‌خورند، نامزدها و احزاب در سیستم‌های دوحزبی به سمت مرکز یا میانه حرکت خواهند کرد و در نتیجه تعهدات و شعارهای انتخاباتی و خط مشی‌های آنها تنها به میزان جزئی با یکدیگر تفاوت خواهند داشت.

نظریه رای‌دهنده میانه روی دو فرض اصلی استوار است؛ اول اینکه رای‌دهنده‌ها قادرند تمام نامزدها را در طول یک طیف سیاسی یک بعدی در نظر بگیرند؛ مثلاً می‌توانند نامزدها را روی طیفی از اصولگراترین (سوسیالیست افراطی) تا چپ گراترین (لیبرالیسم افراطی) رتبه‌بندی کنند. با اینکه همیشه چنین چیزی در عمل امکان‌پذیر نیست- چراکه هر حزب سیاست خاصی برای هر موضوع دارد- اما این فرض ساده کننده ایده خوبی برای فهم موضوع می‌دهد. دوم اینکه این نظریه فرض می‌کند رای‌دهنده‌ها ترجیحات تک قله‌ای دارند که به این معنی است که هر رای‌دهنده، نامزدی را انتخاب می‌کند که به ترجیحاتش نزدیکتر است. یک فرض جزئی هم این است که رای‌دهنده‌ها، مستقل از اینکه گرایشات سیاسی نامزدها چقدر از آن‌ها دور است، به هر حال رای می‌دهند و همیشه هم به اولویت واقعی خود رای می‌دهند.

## فرضیات

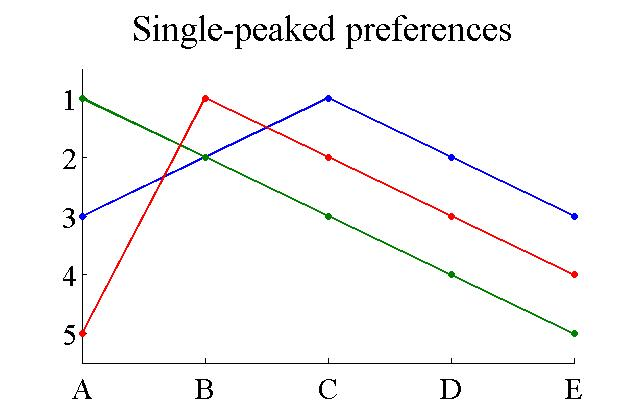
ترجیحات تک قله‌ای

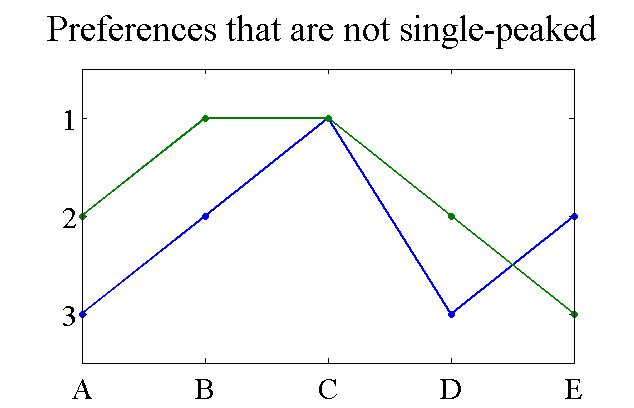
ترجیحاتی که تک قله‌ای نیستند

چند فرض ساده کننده برای این مدل در نظر گرفته شده‌است؛ (۱) رای‌گیری یک بعدی است، یعنی تمام تصمیمات و گرایشات سیاسی در یک بعد قابل نمایش است. (۲) ترجیحات رای‌دهندگان تک قله‌ای است و این بدین معناست که بتوان برای هر رای‌دهنده، نامزدها را با نقاطی روی یک خط نمایش داد و هر تابع مطلوبیت در یک نقطه روی این خط حداکثر شود و در هر دو سوی این نقطه، شیب خط نزولی باشد. در عمل، اکثر موضوعات اقتصادی که با آن مواجهیم، مانند نرخ مالیات، سایز دولت، مخارج نظامی و … متغیرهای پیوسته ای هستند که می‌توان آن‌ها را با ترجیحات تک قله‌ای مدل کرد. (۳) تنها دو نامزد انتخاباتی وجود دارند. نظریه رای دهندهٔ میانه در حالتی که سه نامزد وجود داشه باشند صادق نیست. چراکه دو نامزد سیاست‌های خود را مطابق گرایشات رای دهندهٔ میانه اعلام می‌کنند و نفر سوم با اتخاذ سیاست‌هایی که اندکی راست تر یا چپ‌تر از میانه هستند، برنده خواهد شد؛ بنابراین، این سیاست که همه مطابق گرایشات رای دهندهٔ میانه اعلام برنامه کنند، تعادل نش نیست. (۴) تنها دغدغهٔ نامزدها، برنده شدن در انتخابات است، نه بیان گرایشات واقعیشان. (۵) تمام افراد حتماً رای می‌دهند. (۶) در این مدل، لابی گری وجود ندارد. (۷) تمام نامزدها و رای‌دهندگان اطلاعات کامل دارند.

## تاریخچه
نظریه رای دهندهٔ میانه با وجود سادگی، بدیهی نیست. با آنکه رای‌گیری با قاعده رای اکثریت روشی سنتی است، اشاره واضحی به رای‌دهنده میانه حداقل تقریباً تا سال ۱۹۵۰ وجود ندارد. برخی متخصصان اقتصادی مانند هارولد هتلینگ در سال ۱۹۲۹ از تمایل نامزدهای انتخابات برای گرایش به جهاتی غیر از گرایشات واقعیشان صحبت کرده‌اند اما نظریه رای‌دهنده میانه برای اولین بار توسط دانکن بلک (D. Black) در سال ۱۹۴۸ و آنتونی داونز (A. Downs) در سال ۱۹۵۷ مطرح شد.

## اثبات
با روش برهان خلف، ابتدا فرض می‌کنیم نتیجهٔ نظریه رای‌دهنده میانه صادق نباشد؛ یعنی نامزدها سیاست‌های خود را مطابق نظر رای‌دهنده میانه بیان نمی‌کنند.
در این صورت، بدون از دست دادن کلیت اگر فرض کنیم نامزد اول رای بیشتری از دومی دارد و چپ‌تر از رای دهندهٔ میانه قرار دارد، نامزد دوم انگیزه تخطی داشته و گرایشات خود را تنها اندکی راست تر از نامزد اول معرفی می‌کند (p2) به طوریکه همچنان چپ‌تر از گرایشات رای دهندهٔ میانه باشد. از آنجا که ترجیحات رای‌دهندگان تک قله‌ای است، تمام رای‌دهندگانی که نقطه ایده آلشان در بازه [p2, ∞] است، نامزد دوم را به اولی ترجیح می‌دهند و چون p2 چپ‌تر از ترجیحات رای دهندهٔ میانه است، نامزد دوم حائز اکثریت آرا شده و برنده خواهد شد؛ بنابراین نامزد اول با اعلام گرایشاتی چپ‌تر از گرایشات رای دهندهٔ میانه برنده نخواهد شد و تنها تعادل موجود در بازی که در آن هیچ نامزدی انگیزه تخطی ندارد، اعلام گرایشات مطابق با ترجیحات رای‌دهنده میانه توسط هر دو نامزد است.

## مثال
فرض کنید سه نفر می‌خواهند رستورانی را برای ناهار انتخاب کنند. نفر اول رستورانی را ترجیح می‌دهد که غذا را به قیمت ۵ دلار سرو می‌کند، نفر دوم رستوران ۱۰ دلاری را می‌پسندد و نفر سوم رستوران لوکسی که هزینه هر پرس غذا در آن ۲۰ دلار است را انتخاب می‌کند. نفر دوم را می‌توان رای‌دهنده میانه دانست. از بین هر دو رستوران، هر نفر رستورانی را ترجیح می‌دهد که هزینهٔ سرو غذا در آن به عدد اولیهٔ او نزدیکتر باشد. اگر گزینه‌ها و آرا به صورت زیر باشند:

| گزینه‌ها    | رای افراد   | رای افراد   | رای افراد   | نتیجه |
| ---------- | ----------- | ----------- | ----------- | ----- |
| $۲۰ یا $۵  | نفر اول: ۵  | نفر دوم: ۵  | نفر سوم: ۲۰ | ۵     |
| $۱۰ یا $۲۰ | نفر اول: ۱۰ | نفر دوم: ۱۰ | نفر سوم: ۲۰ | ۱۰    |
| $۱۰ یا $۵  | نفر اول: ۵  | نفر دوم: ۱۰ | نفر سوم: ۱۰ | ۱۰    |

در این مثال نفر دوم همیشه به چیزی رای می‌دهد که انتخاب خواهد شد و نظر او، در مقابل تمام گزینه‌های دیگر پیروز خواهد شد.

## صحت
با اینکه از مباحث تئوری چنین برمی آید که کاربردهای عملی نظریه رای دهندهٔ میانه محدود باشند، در عمل عکس آن صادق است؛ مثلاً تعداد قابل توجهی از رای‌گیری‌های مجلس را می‌توان به صورت فضای تک موضوعی مدل کرد و با نظریهٔ مذکور توضیح داد؛ مثلاً پول (Poole) و دنیلز (Daniels) در سال ۱۹۸۵ دریافتند که ۸۰–۹۰ درصد از موضوعات رای‌گیری در مجلس با این نظریه قابل توضیح هستند.
علاوه بر این‌ها مطالعات زیادی نشان داده‌اند که در حوزه مخارج عمومی، تعرفه‌های بین‌المللی و اخذ مالیات نظریه رای‌دهنده میانه قابل استفاده است.

## محدودیت‌ها
یکی از فروض مدل، تک بعدی بودن رای‌گیری است. از منظر سیاست‌های دولتی، چنین فرضی برقرار نیست و سیاست مداران در چندین حوزه اعمال نظر می‌کنند. اگر رای‌دهندگان هنگام انتخاب نامزد مورد نظرشان، همزمان به بیش از دو موضوع فکر کنند، نظریه رای دهندهٔ میانه قابل استفاده نخواهد بود؛ مثلاً هنگامی که رای‌دهندگان همزمان مخارج آموزشی و مخارج نظامی را در نظر می‌گیرند، فضا دو بعدی شده و نمی‌توان نظریه رای‌دهنده میانه را به کار گرفت.